# Architecture rustique en Suisse

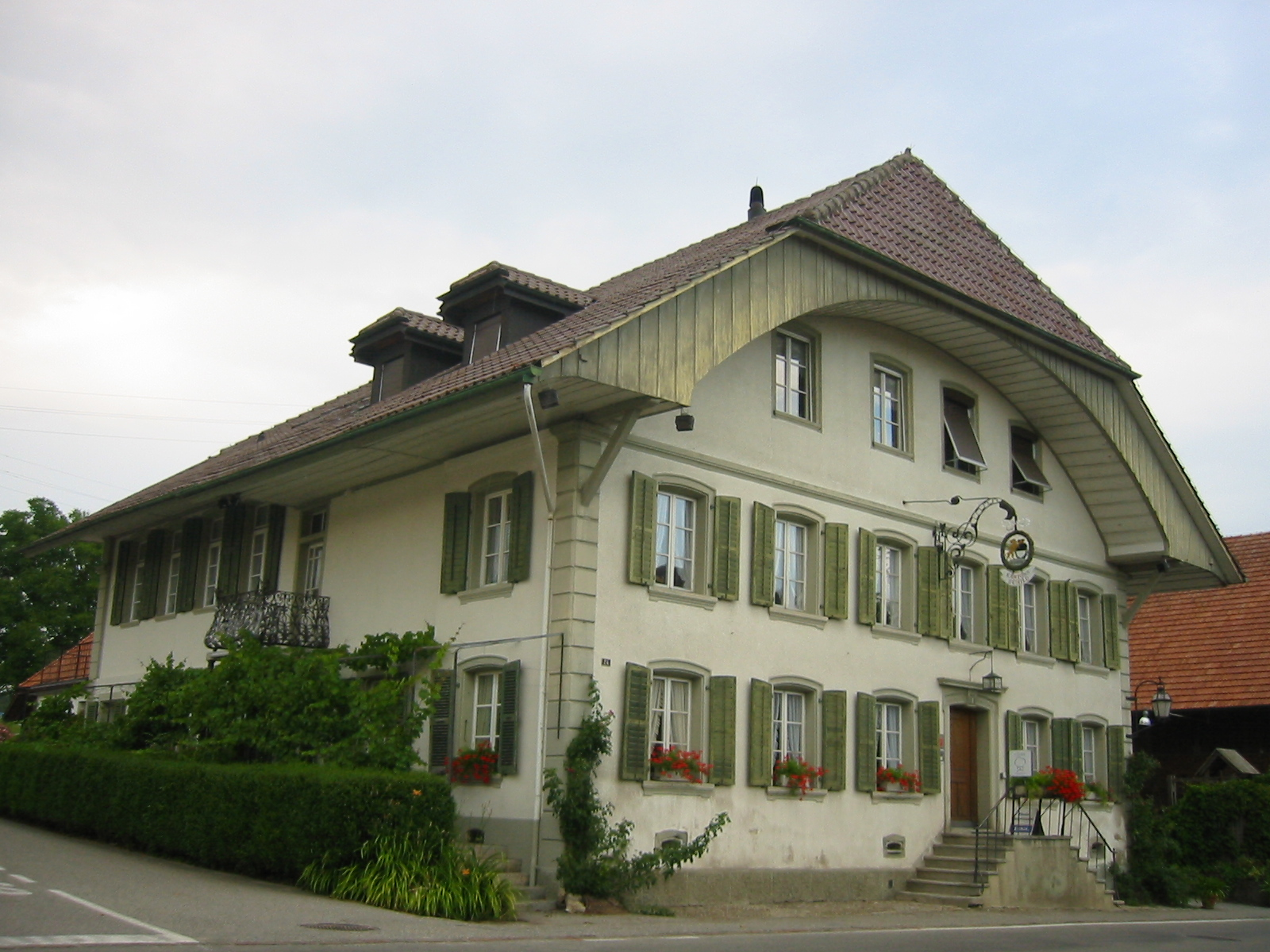
Ferme bernoise avec toiture en croupe

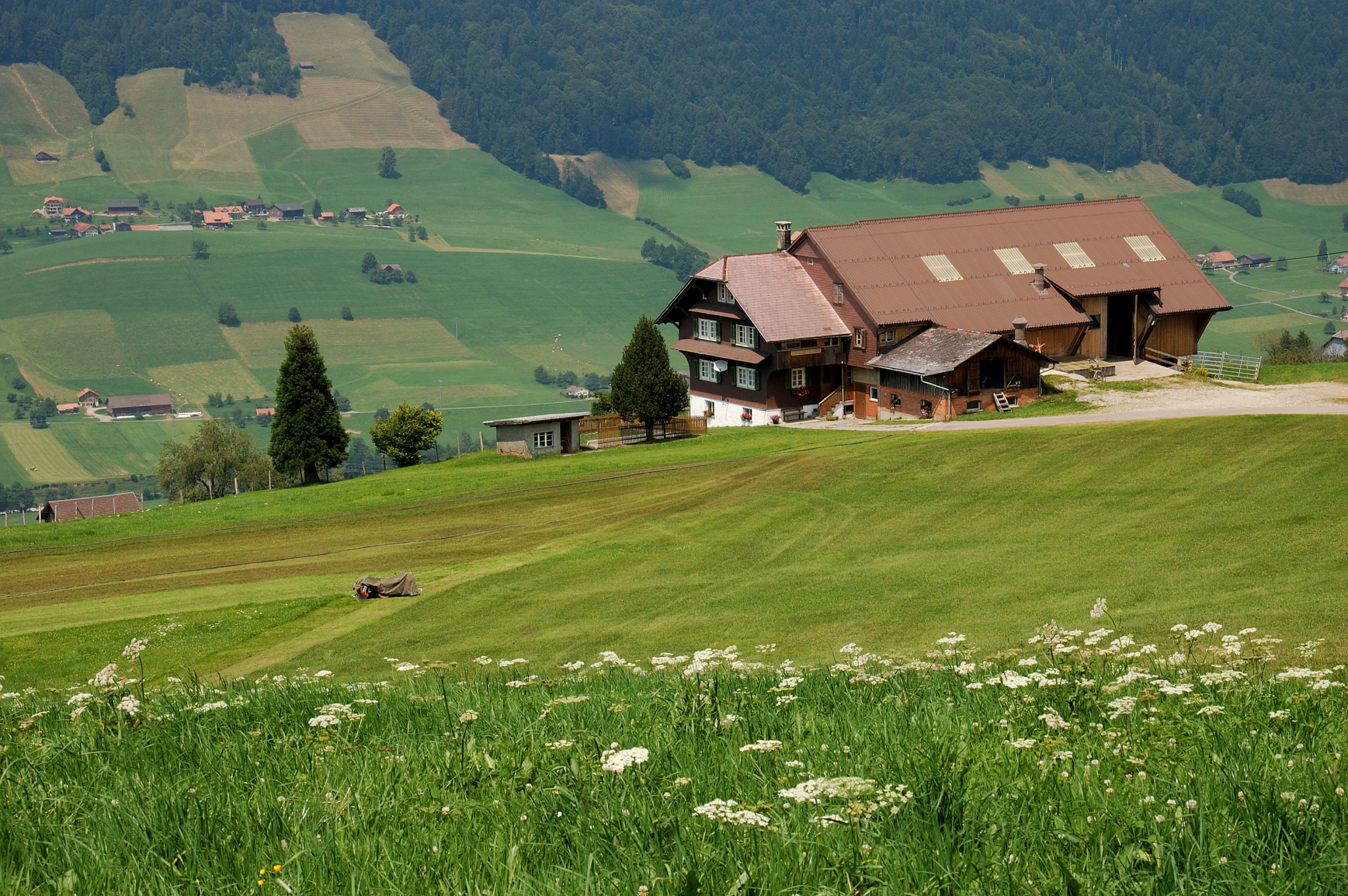
Ferme de la région de l'Entlebuch

L'architecture rustique en Suisse désigne les modes traditionnels de construction des maisons campagnardes en Suisse qui diffèrent selon la localisation géographique où l'on distingue le Plateau suisse, le Jura et les Alpes.

## Historique
La maison paysanne constitue le bâtiment principal de la ferme qui comprend aussi des bâtiments d'exploitation. La forte diversité des espaces naturels en Suisse (Alpes, Plateau et Jura) se reflète dans les matériaux de construction (feuillus, conifères, pierre, argile, paille) utilisés au Moyen Âge. La séparation de l'habitat du bâtiment d'exploitation fut d'abord la règle : les différentes activités rurales étaient pratiquées dans des bâtiments distincts, le regroupement (ferme à usage multiple, Dreisässenhäuser en allemand) se répandit dès le XIe siècle.
Dans les premiers temps, les constructions sont en madrier (Ständerbäuten) assemblés à tenons et poutres de faîtage, les espaces étant remplis de paille ou enduits de terre glaise, dans la plupart des régions du Plateau. Dans les Préalpes, on construit en Blockbau, maisons en bois de conifères pleins, dépouillés de leur écorce avec les joints remplis de mousse. Plus tard, on se mit à rectifier à la hache les bois pour améliorer les joints puis, au bas Moyen Âge, le bois de construction est façonné à la scie (Strickbau). Dans les vallées alpestres proches des régions méridionales, où l'on construit en pierre, se trouvent les maisons du Gothard, construites en bois sur un socle de pierre.
À l'est et au nord-est du pays, comme dans les villes de cette même région, se développent les maisons à colombages, alors qu'au nord et à l'ouest la construction en pierre se généralise à partir des XIe siècle et XIIe siècle. Au sud des Alpes, on construit en pierre sèche. En revanche, la construction en bois s'est maintenue sur le Plateau central argovien et bernois jusqu'au XIXe siècle.
Les toitures dans les Alpes et les Préalpes sont en bardeaux Satteldach souvent alourdis de pierres. Sur le Plateau, les toits en croupe sont en paille ou roseaux ou tavillons. Au nord du Tessin, les toits sont en pierres posées sur une charpente de troncs d'arbres. Au sud du Tessin ainsi qu'en Suisse romande, on utilise les tuiles creuses,.
Parmi les rares maisons datant du Moyen Âge conservées, on peut citer les maisons natales de Ulrich Zwingli à Wildhaus, faite de troncs d'arbre équarris et la maison natale de Nicolas de Flue à Flühli.

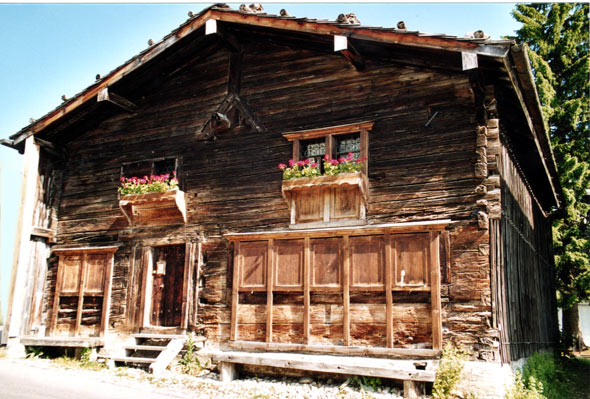
Maison natale de Ulrich Zwingli à Wildhaus
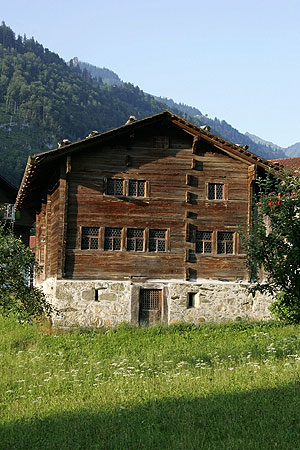
Maison natale de Nicolas de Flue à Flühli

Divers types régionaux de maisons apparurent dès le XIIIe siècle ou XIVe siècle, différenciés selon l'usage des bâtiments, le mode de construction et la structure des façades. Dans les cuisines, les hottes et les cheminée apparurent seulement au XVIIe siècle, voire au XIXe siècle dans les régions pauvres. Des fourneaux économiques fermés remplacent les foyers à feu ouvert. Les maisons rurales du nord et du centre des Alpes avaient dès le XIVe siècle au plus tard, une chambre chauffée au moyen d'un poêle.

## Régions alpestres
Dans les vallées alpines isolées, la construction typique est le Gotthardhaus (maison du Gothard) qui est une construction de bois Blockbau reposant sur un socle de pierre entourant la cave et la cuisine. Cette construction est répandue en Suisse, vallées supérieures du Tessin, Valais et dans les Grisons (Walser), mais aussi dans les régions alpines françaises et autrichiennes,.
La maison valaisanne est un exemple de ce type de construction sur socle de pierre; on le trouve dans le centre du Valais, par exemple dans le Val d'Hérens. Ces maisons en bois, qui forment des tours à plusieurs étages, abritent plusieurs familles formant un clan. Un côté est maçonné jusqu'au toit pour permettre l'installation de plusieurs foyers. Le toit en bâtière très plat Tätschdach est alourdi de pierres. La maison d'Obergoms (1718), située à Selkingen, est représentative de la maison valaisanne,.
Au Tessin, la maison alpestre construite en moellons bruts remplace le Gotthardhaus : la maison tessinoise (destinée soit à l'habitation à la cave ou pour l'étable[pas clair]) est entièrement en gneiss, disponible sur place, .ainsi qu'avec de la chaux, parfois sans mortier.[pas clair]. Les toits sont en plaques de pierre, posées sur une charpente de troncs d'arbres. Les seuls autres éléments de bois sont les balcons et les balustrades utilisés pour le séchage de fruits,,.
La maison engadinoise réunit sous le même toit l'habitation et l'exploitationt. On trouve à Guarda des exemples du XVIIe siècle de ce type de construction. Les encadrements de fenêtres en biais ainsi que les façades décorées de peintures murales et de sgraffite sont caractéristiques,.
Cas unique en Suisse, à Brusio dans le val Poschiavo, on trouve les Crott, constructions rondes constituées de pierres superposées sans bois ni mortier, qui peuvent atteindre un diamètre de quatre mètres et qui servent d'entrepôt.

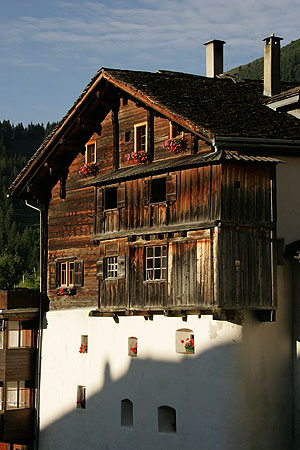
Maison des Walser à Splügen
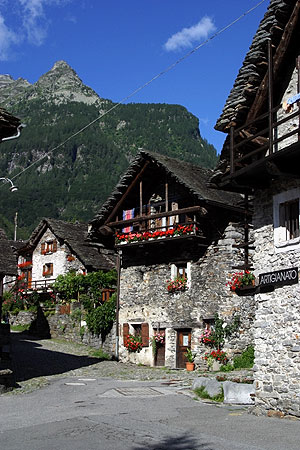
Maisons tessinoises à Sonogno
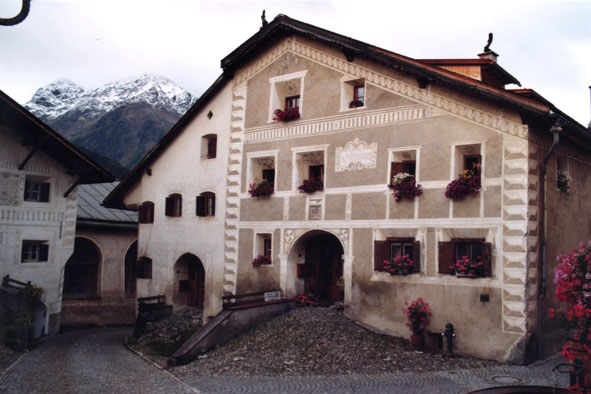
Maison engadinoise à Guarda
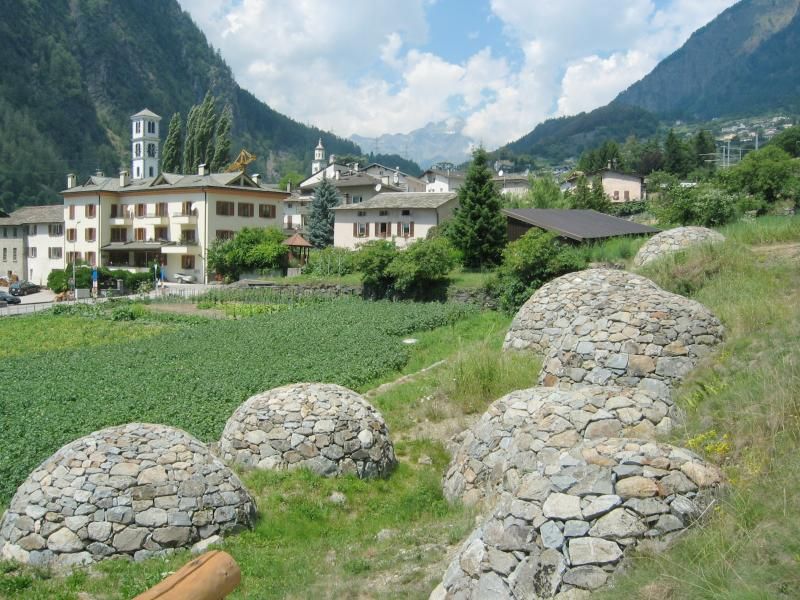
Au premier plan : les Crott de Brusio

## Préalpes

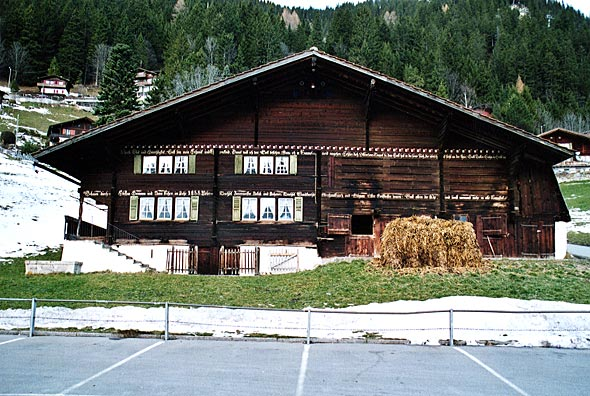
Maison paysanne à Adelboden appelée Frutighaus typique du Frutigland dans l'Oberland bernois

Dans l'Oberland bernois, les maisons paysannes sont en bois massif travaillé à la scie, Strickbau ou en madriers carrés, taillés à la hache, ornées de sculptures sur bois et de peintures (surtout au XVIIIe siècle,.
Les Stöckli sont des petits chalets dans lesquels les paysans, autrefois, passaient leur vieillesse pendant que les jeunes générations reprenaient l'exploitation et le logement de la ferme principale. Les Stöckli font partie du domaine, ainsi les anciennes générations participent à la vie de la ferme sans en assumer toute la responsabilité.

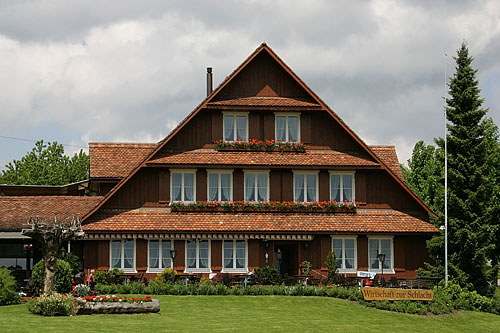
Maison à Sempach

Dans l'est de la Suisse et en Suisse centrale, la pente des toits est plus prononcée et les fenêtres sont munies de petits auvents (Klebedächer) comme protection contre la pluie. En Appenzell, les socles des rez-de-chaussée sont munis de fenêtres car ce sont des locaux de travail, ils abritent les métiers à tisser.

## Régions agricoles du Plateau

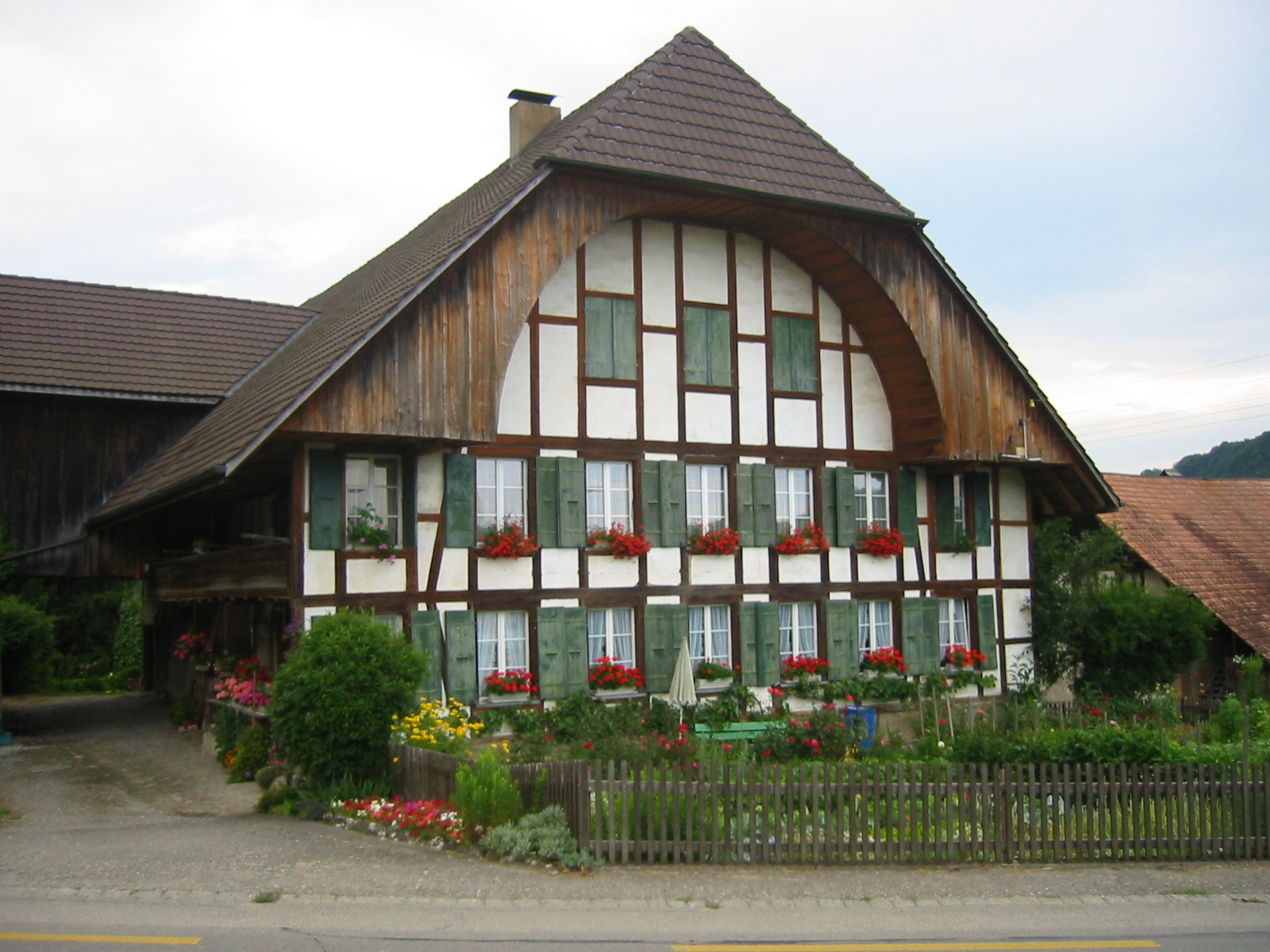
Ferme bernoise munie d'une toiture en croupe

Dans les campagnes bernoises, les fermes sont munies d'énormes toitures en croupe qui, au XVIIe siècle, sont réduites à des demi-croupes ou croupes dites « boiteuses » afin de pouvoir installer une galerie et des fenêtres continues donnant sur des chambres. Les charpentes sont largement sculptées et agrémentées de motifs,.
Les chaumières argoviennes sont typiques du Plateau central. Peu de maisons conservent encore leur toit de chaume, des centaines d'entre elles, ayant perdu leur fonction agricole originelle, sont maintenant revêtues de tuiles. Les parois sont constituées de planches de sapin.
Sur le Plateau oriental et à Zurich, les constructions sont en colombages dont les parties de bois visibles sont peintes de couleur vive. Les vides entre les bois sont comblés en maçonnerie de moellons peints en blanc.
Au nord-ouest de la Suisse et sur le Plateau romand, les fermes à usages multiples (Dreisässenhäuser) sont construites en pierre,.

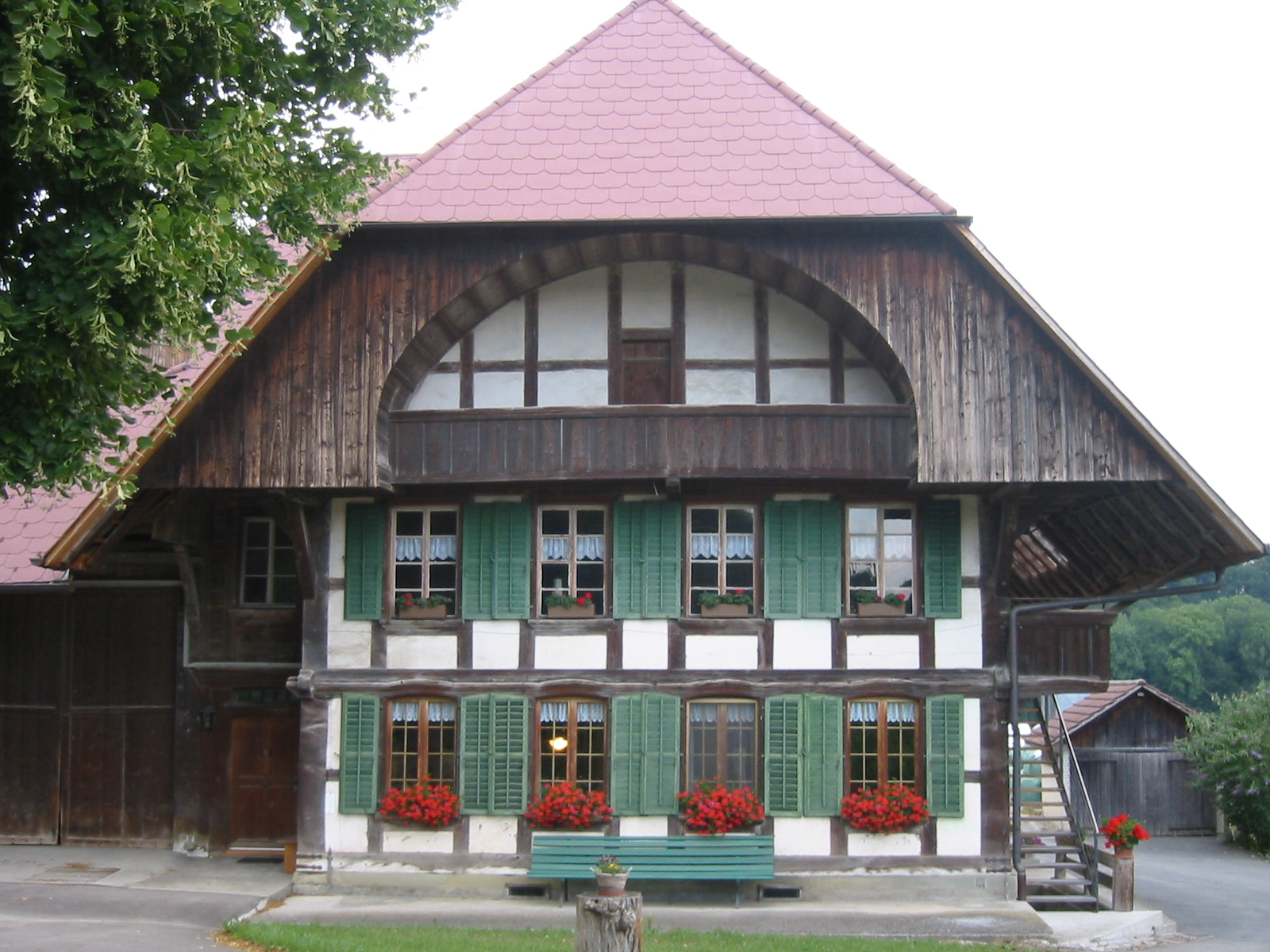
Fermes de Berne
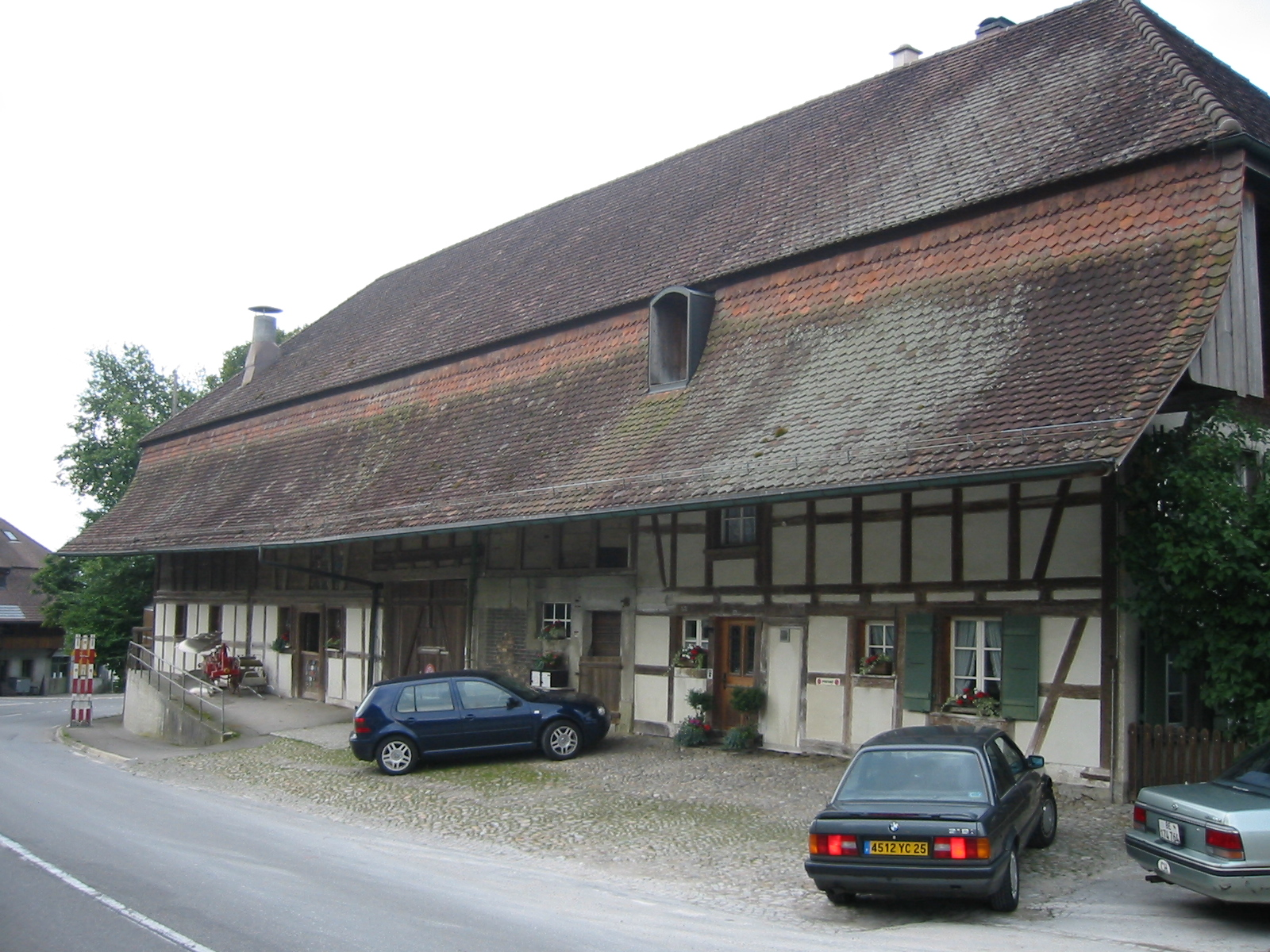
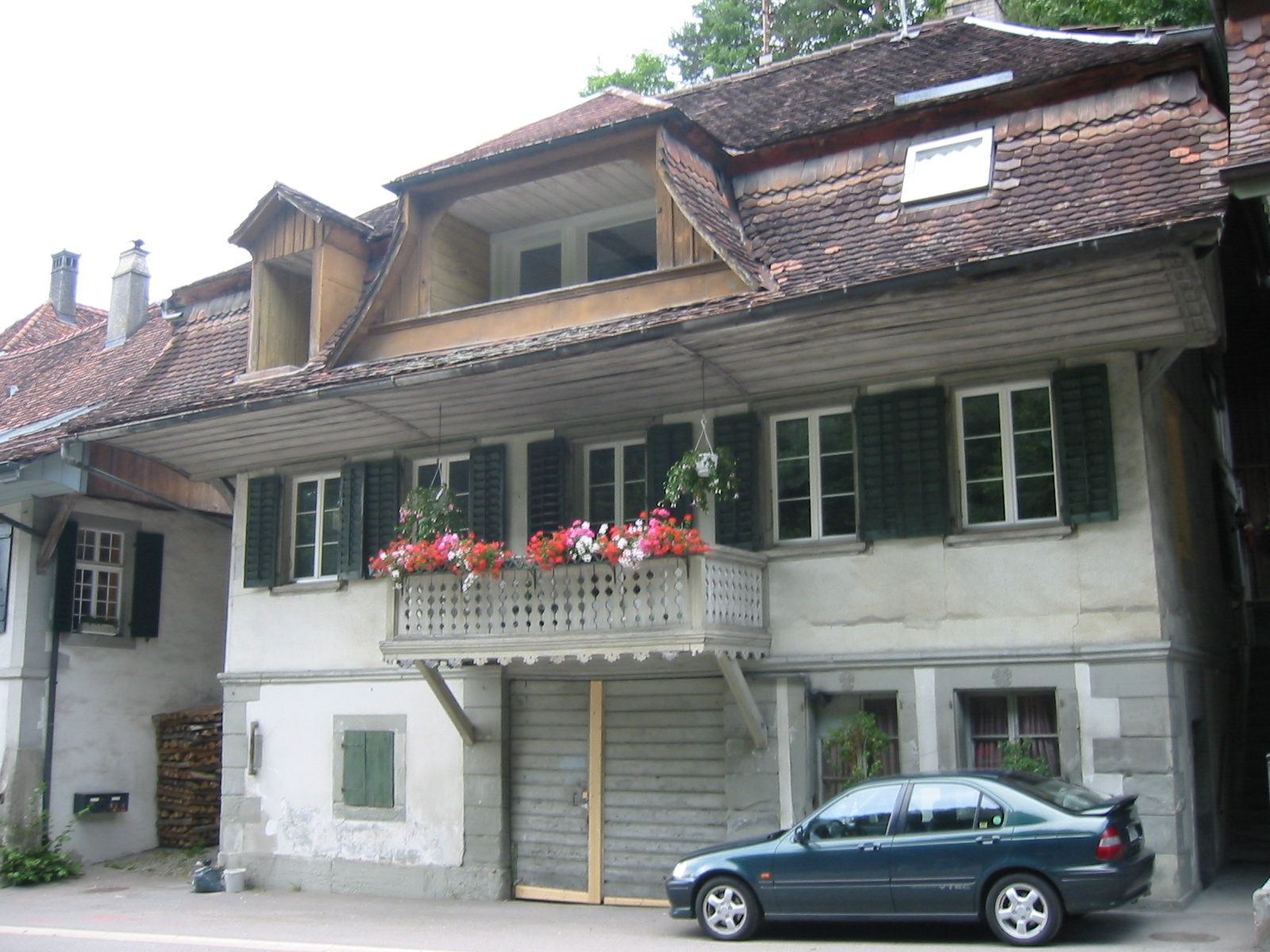
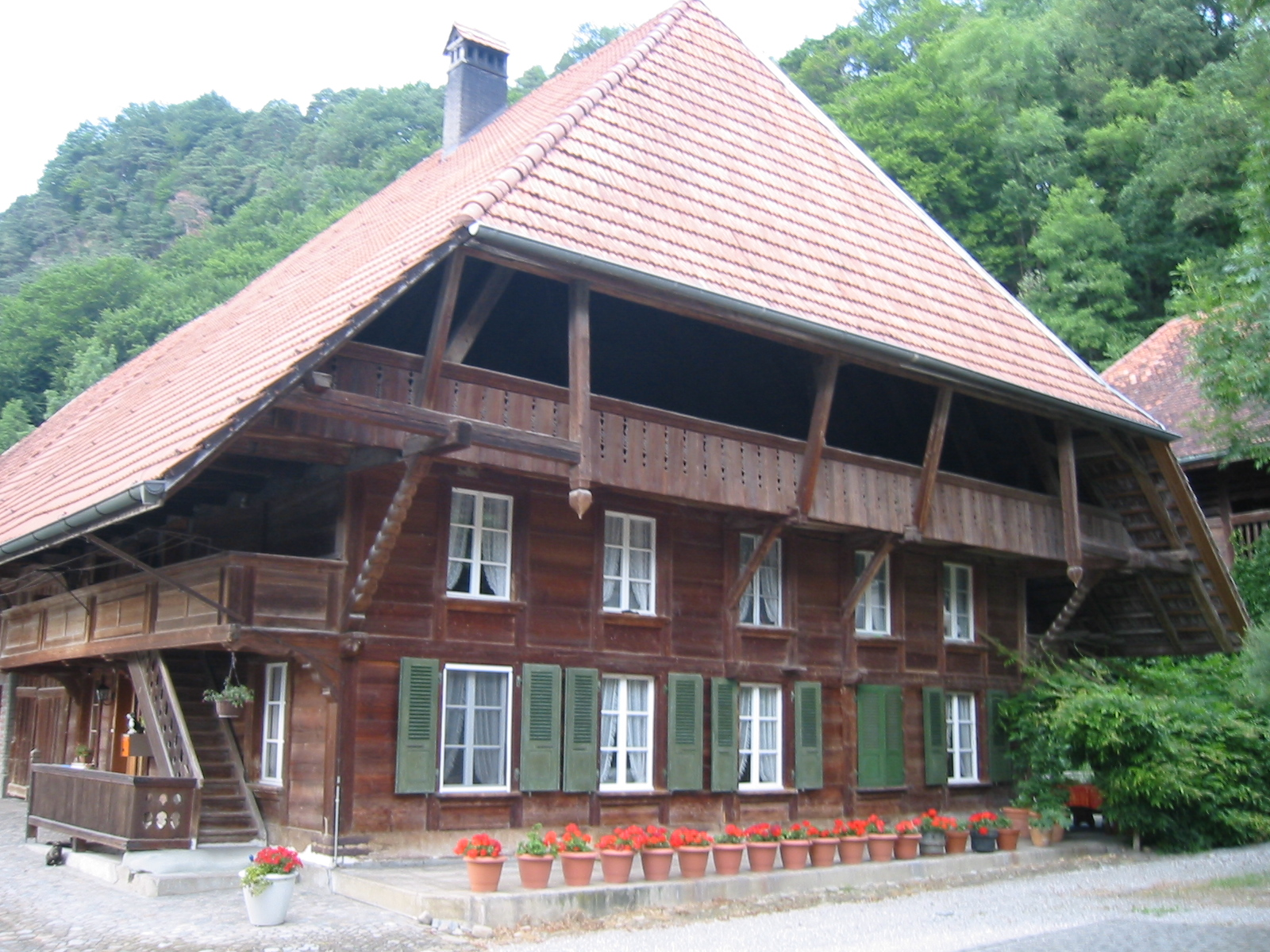
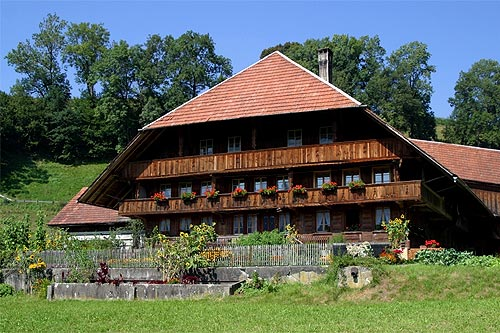
Ferme de l'Emmental

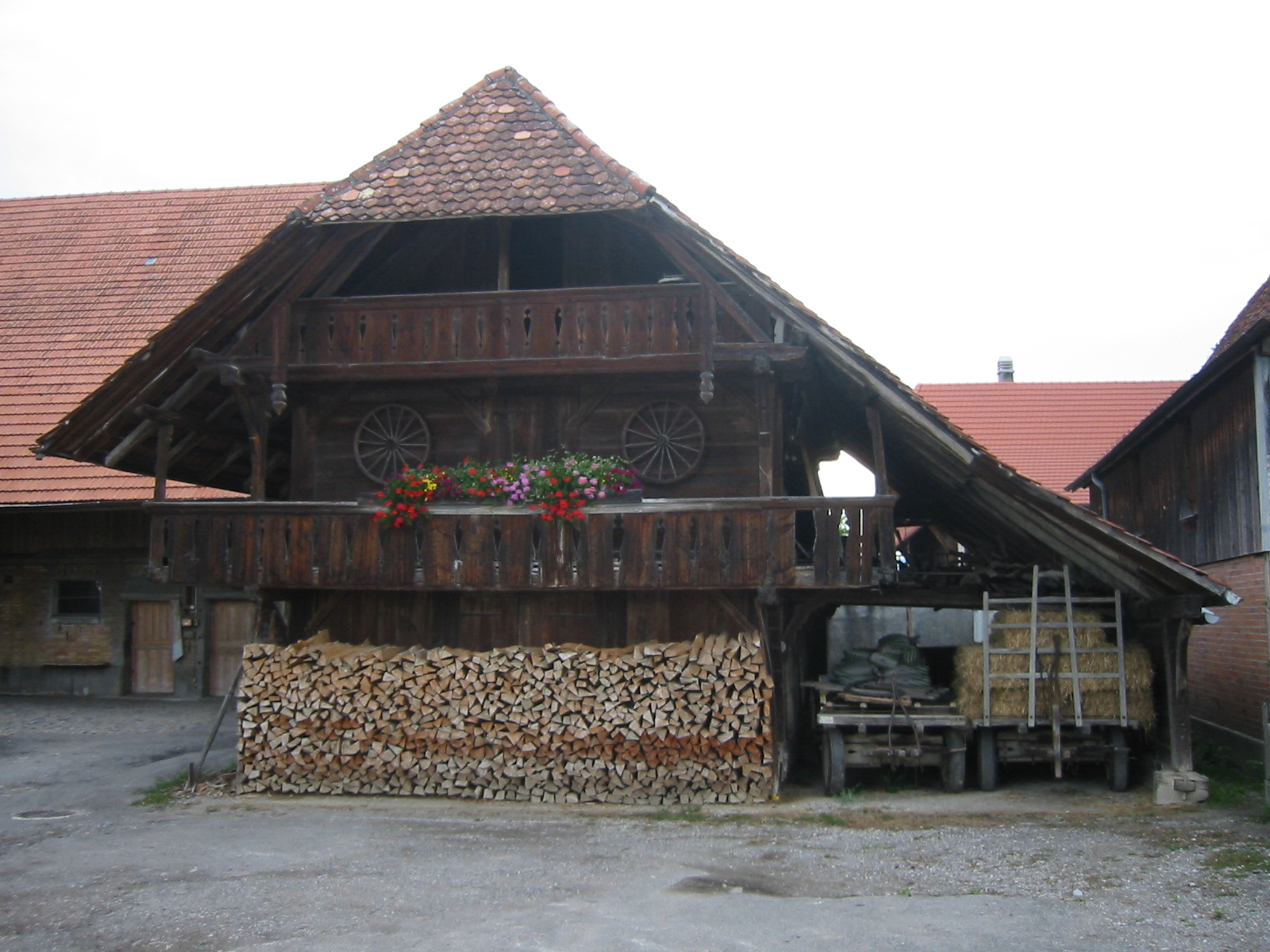
Fermes de Berne
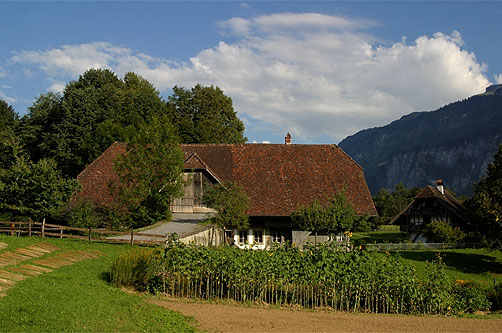
Ferme du moyen-pays bernois
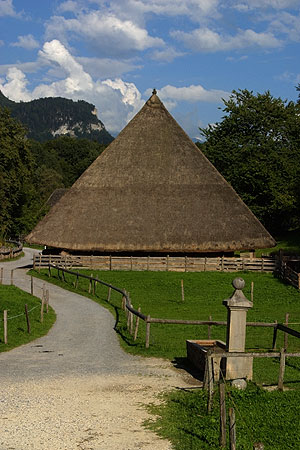
Chaumière d'Argovie
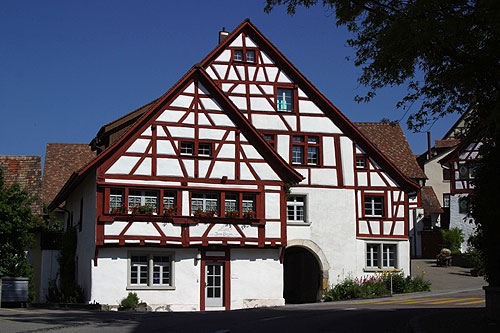
Maison à colombages de Schaffhouse
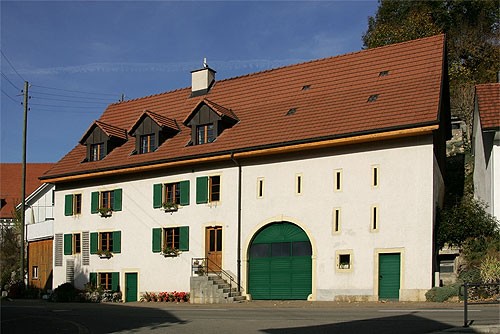
Exemple de Dreisässenhaus du nord-ouest à Soleure

## Région du massif du Jura

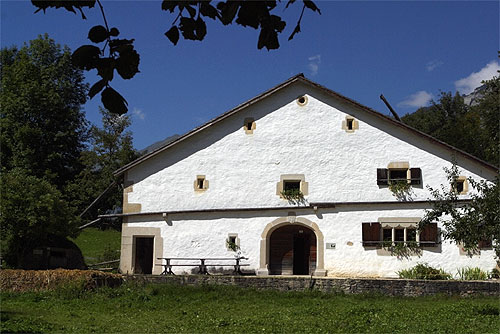
Maison paysanne de La Chaux-de-Fonds

Les fermes jurassiennes, à usages multiples, possèdent de larges façades pignon entièrement en pierre crépie à la chaux. Parfois, les galetas sont fermés par des planches verticales. Les fenêtres sont encadrées de pierre de taille et, jusqu'au XVIIe siècle, ornées de motifs de style ogival ou renaissance. Les toits à bâtière sont faiblement inclinés et comportent un dispositif pour maintenir la neige,,.

## Sud des Alpes
La région de Mendrisio est située dans la plaine du Pô et ses fermes sont de type lombard. Les façades sont crépies, plusieurs bâtiments sont regroupés. À l'exemple de la ferme La Pobbia, de Novazzano, le grand domaine est exploité par plusieurs familles. La ferme est de grande taille, partagée entre les différentes exploitations : plus de 44 mètres de longueur avec galeries de loggias, plusieurs bâtiments comportant plus de 50 pièces d'habitation et d'exploitation. Les toits sont couverts de tuiles,.